# Jack Higgins
Harry Patterson, conhecido pelo pseudónimo Jack Higgins (Newcastle, 27 de julho de 1929 – Jersey, 9 de abril de 2022), foi um romancista britânico. A maioria foram thrillers de vários tipos e, desde a sua produção do romance The Eagle Has Landed, em 1975, quase todos foram best-sellers. O Eagle Has Landed vendeu dezenas de milhões de cópias no mundo.

## Vida
Patterson nasceu em Newcastle, Inglaterra. Ele mudou-se para Belfast, Irlanda do Norte, com a sua mãe após os seus pais terem se separado, e lá cresceu a violência política e religiosa. Primeiro, em Belfast e mais tarde em Leeds, Patterson provou ser um estudante e deixou indiferente a escola sem completar seus estudos. Ele encontrou uma casa no exército britânico, no entanto, e serviu dois anos como um não-comissionado oficial no Household Cavalry sobre a fronteira da Alemanha Oriental durante a década de 1950. Patterson detectou, durante o serviço militar, que possuía tanto considerável habilidade para atirar tiros com grande precisão, como considerável inteligência (147 pontos num teste de inteligência). Após deixar o exército, ele retornou à escola, estudou sociologia na London School of Economics e Political Science, enquanto se apoiava como um condutor e trabalhador. Depois de completar o seu grau, trabalhou durante algum tempo como professor e começou a escrever romances em 1959. O crescente sucesso dos seus primeiros trabalhos permitiu-lhe levar tempo fora do seu trabalho, e ele acabou por deixar as salas de aula para se tornar um romancista a tempo inteiro. Viveu em Jersey, nas Ilhas do Canal. 
A morte de Higgins foi divulgada em 9 de abril de 2022.

## Obra
Os romances precoces de Patterson, escrito no seu próprio nome, bem como no âmbito do pseudónimos James Graham, Martin Fallon, e Hugh Marlowe, está optimista, competente, mas essencialmente thrillers que tipicamente tem a característica de ser endurecidos, cinico heróis, vilões impiedosos, e locais perigosos.  Patterson publicou trinta e cinco desses romances (três ou quatro vezes por ano), entre 1959 e 1974, (a sua aprendizagem artesanal), East of Desolation (1968), A Game for Heroes (1970) and The Savage Day (1972), destacam-se entre os seus trabalhos precoces para tirar as suas, vividamente, configurações (Gronelândia, Ilhas do Canal, e Belfast, respectivamente) e fora do padrão convencional. 
Patterson começou a usar o pseudónimo "Jack Higgins" no final dos anos 1960, mas foi a publicação de The Eagle Has Landed, em 1975, que tornou "Higgins" mais conhecido e reputado. O livro representou um passo em frente para a extensão e a profundidade dos trabalhos de Patterson. A situação (em causa uma unidade do comando alemão enviada a Inglaterra para raptar Winston Churchill) estava fresca e inovadora (embora o enredo é claramente uma reminiscência do tempo da guerra de Alberto Cavalcanti do filme Went the Day Well?), e os personagens tinham significativamente mais profundidade do que nos seus trabalhos anteriores. Uma em especial se destacou: um irlandês, pistoleiro, poeta, filósofo Liam Devlin. Higgins seguindo The Eagle Has Landed com uma série de thrillers igualmente ambiciosos, incluindo vários (Touch the Devil, Confessional, The Eagle Has Flown), apresentando retorno das aparências por Devlin. 
A terceira fase do programa da carreira de Patterson iniciou-se com a publicação do Eye of the Storm, em 1992, uma nova versão romancista de um ataque de morteiro vencendo primeiro-ministro John Major por um impiedoso pistoleiro e filósofo irlandês chamado Sean Dillon, contratado por um milionário iraquiano. Expresso como o personagem central durante a próxima série de romances, é evidente que Dillon é, em muitos aspectos um agrupamento de heróis anteriores de Patterson - Chavasse com o seu dote para as línguas, a familiaridade de Nick Miller com artes marciais e competências para o teclado no jazz, com raízes irlandesas, Simon Vaughn, com facilidade com armas de fogo e ao cinismo com que vem assumindo a responsabilidade de administrar uma justiça indisponível através de um sistema jurídico civilizado.

### Paul Chavasse
- The Testament of Caspar Schultz (1962) aka. The Bormann Testament
- O Ano do Tigre (Year of the Tiger, 1963)
- The Keys of Hell (1965)
- Midnight Never Comes (1966)
- The Dark Side of the Street (1967)
- Uma Noite Perfeita para Morrer (A Fine Night fo Dying, 1969)
- Day of Judgement (1978)

### Simon Vaughn
- The Savage Day (1972)
- Dia do Juízo (Day of Judgement, 1979)

### Nick Miller (escrito como Harry Patterson)
- The Graveyard Shift (1965)
- Brought in Dead (1967)
- Uma Temporada no Inferno (Hell Is Always Today, 1968)

### Liam Devlin
- A Águia Pousou (The Eagle Has Landed, 1975)
- Pacto com o Diabo (Touch the Devil, 1982)
- Segredo de Confissão (Confessional, 1985)
- A Águia Voou (The Eagle Has Flown, 1990)

### Dougal Munro e Jack Carter
- A Noite da Raposa (Night of the Fox, 1986)
- Operação Cold Harbour (Cold Harbour, 1989)
- O Vôo das Águias (Flight of Eagles, 1998)

### Sean Dillon
- O Olho da Tempestade (Eye of the Storm, 1992)
- Cabo do Trovão (Thunder Point, 1993)
- Terreno Minado (On Dangerous Ground, 1994)
- Anjo da Morte (Angel of Death, 1995)
- Um Drinque com o Demônio (Drink with the Devil, 1996)
- A Filha do Presidente (The President's Daughter, 1997)
- A Conexão Casa Branca (The White House Connection, 1998)
- Ajuste de Contas (Day of Reckoning, 2000)
- No Limite do Perigo (Edge of Danger, 2001)
- A Morte Chega À Noite (Midnight Runner, 2002)
- Má Companhia (Bad Company, 2003)
- Justiça Secreta (Dark Justice, 2004)
- Without Mercy (2005)
- Campo da Morte (The Killing Ground, 2008)
- Justiça bruta : uma aventura do agente Sean Dillon (Rough Justice, 2008)
- A Darker Place (2009)
- The Wolf at the Door (2009)
- The Judas Gate (2010)
- A Devil is Waiting (2012)
- The Death Trade (2013)
- Rain on the Dead (2014)
- The Midnight Bell (2016)

### The Chance Twins (com Justin Richards)
- Sure Fire (2006)
- Death Run (2008)
- First Strike (2009)
- Sharp Shot (2009)

### Romances
- Sad Wind from the Sea (1959) (escrito como Harry Patterson)
- Cry of the Hunter (1960) (escrito como Harry Patterson)
- The Thousand Faces of Night (1961) (escrito como Harry Patterson)
- Comes the Dark Stranger (1962) (escrito como Harry Patterson)
- Hell Is Too Crowded (1962) (escrito como Harry Patterson)
- The Dark Side of the Island (1963) (escrito como Harry Patterson)
- Dívida com o demônio - Pay the Devil (1963) (escrito como Harry Patterson)
- Seven Pillars to Hell (1963) (escrito como Hugh Marlowe) aka Sheba
- Thunder At Noon (1964) (escrito como Harry Patterson) aka Dillinger
- Passage By Night (1964) (escrito como Hugh Marlowe)
- Wrath of the Lion (1964) (escrito como Harry Patterson)
- A Phoenix in the Blood (1964) (escrito como Harry Patterson)
- Inimigo motal - A Candle for the Dead (1966) (escrito como Hugh Marlowe) aka. The Violent Enemy
- The Iron Tiger (1966) (escrito como Harry Patterson)
- East of Desolation (1968)
- In the Hour Before Midnight (1969) aka. The Sicilian Heritage
- A Game for Heroes (1970) (escrito como James Graham)
- Night Judgement At Sinos (1970)
- The Last Place God Made (1971)
- Toll for the Brave (1971) (escrito como Harry Patterson)
- The Wrath of God (1971) (escrito como James Graham)
- The Savage Day (1972)
- The Khufra Run (1972) (escrito como James Graham)
- Prece para um Condenado (A Prayer for the Dying, 1973)
- A Prayer for the Dying (1973)
- The Run to Morning (1974) (escrito como James Graham) aka. Bloody Passage
- Storm Warning (1976)
- The Valhalla Exchange (1976)
- To Catch a King (1979) (escrito como Harry Patterson) aka. The Judas Gate
- O Solista (Solo, 1980)aka The Cretan Lover
- A Sorte de Luciano (Luciano's Luck, 1981)
- Exocet (1983)
- A Season in Hell (1988)
- Memoirs of a Dance Hall Romeo (1989)
- Flight of Eagles (1998)
- Sheba